# نقولا روسي
نقولا روسي (بالإيطالية: Nicola Rossi)‏ (و. 1951  م) هو سياسي، واقتصادي إيطالي، ولد في أندريا، هو عضوٌ في الحزب الديمقراطي.

## مناصب
تولى منصب عضو مجلس النواب في الجمهورية الإيطالية
- عضو مجلس الشيوخ الإيطالي

.